# Anolis christophei
Anolis christophei (великовіяловий стовбуровий аноліс) — вид ігуаноподібних ящірок родини анолісових (Dactyloidae). Ендемік острова Гаїті.

## Поширення і екологія
Великовіялові стовбурові аноліси мешкають в горах Центрального і Північного хребтів на острові Гаїті, а також спостерігалися в горах Східного хребта. Вони живуть у вологих, тінистих лісах, Зустрічаються в галерейних лісах і ущелинах, а також на плантаціях. зустрічаються на висоті від 75 до 1300 м над рівнем моря. Відкладають яйця.

## Збереження
МСОП класифікує стан збереження цього виду як близький до загрозливого. Anolis christophei загрожує знищення природного середовища.